# Óscar Montiel Marín
Óscar Montiel (Palma, 6 de juliol de 1970) és un exfutbolista mallorquí, que jugava com a migcampista.

## Trajectòria
Va començar a destacar a les files del RCD Mallorca, equip amb el qual va jugar a la Segona Divisió entre el 93 i el 95. A l'estiu d'eixe any marxa al CF Extremadura. Amb l'equip d'Almendralejo aconseguiria l'històric ascens a primera divisió. Eixe any a la màxima categoria, Montiel seria el jugador més emprat, 41 partits. L'Extremadura baixa i de seguida recupera el lloc a primera divisió, i en aquesta segona oportunitat, el mallorquí seguiria sent titular i peça clau de l'equip.
L'estiu de 1999, l'Extremadura torna a baixar. Montiel acompanyaria a l'equip blaugrana dos anys més a Segona Divisió abans de fitxar per l'Albacete Balompié el 2001. Amb els manxecs continua sent indiscutible a l'onze titular i el 2003 pugen a primera divisió. En aquest nou pas per la màxima categoria, Montiel capitanejaria a l'Albacete, tot i que a 04/05 baixaria la seua aportació a l'equip. Al final d'eixa campanya, el club manxec baixa a Segona i el migcampista fitxa pel CD Manchego, on jugaria fins a la seua retirada.
Montiel també formaria part de la selecció de futbol de les Illes Balears que el 2002 jugaria un amistós contra Malta.
Posteriorment a la seua retirada, ha seguit lligat al món del futbol com a tècnic al planter del RCD Mallorca.

### Clubs
- 93/95 RCD Mallorca (2a) 32/0
- 95/96 Extremadura (2a) 36/2
- 96/97 Extremadura (1a) 41/0
- 97/98 Extremadura (2a) 41/0
- 98/99 Extremadura (1a) 37/0
- 99/01 Extremadura (2a) 76/0
- 01/03 Albacete (2a) 79/1
- 03/05 Albacete (1a) 59/0
- 05/06 Manchego